# Кам'яна Балка (Первомайський район)
Кам'яна́ Ба́лка — село в Україні, у Первомайській міській громаді Первомайського району Миколаївської області. Населення становить 738 осіб.
Село розташоване на правому березі Південного Бугу, за 18 км на захід від міста Первомайськ і залізничної станції Первомайськ-на-Бузі.

## Історія
Біля Кам'яної Балки розкопані декілька курганів із похованнями епохи бронзи (II тисячоліття до н.е.) і скіфського часу (IV—III ст. до н.е.). У селі знайдено також поховання Черняхівської культури з чотирма посудинами (II—VI ст. н. ери).
Засновано село в першій половині XVIII ст. В 1905 р. в селі стався селянський виступ проти поміщика. На фронтах Другої світової війни билися 327 жителів села, 207 із них загинули, 120 — нагороджені орденами і медалями. У селі є братська могила, у якій поховані воїни, полеглі у бою за звільнення Кам'яної Балки від німецьких окупантів.
За трудові досягнення орденів і медалей СРСР удостоєні шість чоловік, у тому числі водій автомобіля Б. Д. Батовський — ордени Жовтневої Революції, комбайнер А. Д. Даниленко — ордени Трудового Червоного Прапора.

## Економіка
У Кам'яній Балці обробляється 5087 га сільськогосподарських угідь, з них 4071 га орних, у тому числі 637 га поливних земель. Господарство спеціалізується на відгодівлі великої рогатої худоби, вирощуються зернові і технічні культури. У 1973 р. тут зданий в експлуатацію тваринницький комплекс по виробництву яловичини, розрахований на відгодівлю 7000 голів великої рогатої худоби в рік. Проектна потужність комплексу — 2500 тонн яловичини в рік. З підсобних підприємств є млин і пилорама.

## Населення
Згідно з переписом УРСР 1989 року чисельність наявного населення села становила 732 особи, з яких 317 чоловіків та 415 жінок.
За переписом населення України 2001 року в селі мешкало 737 осіб.

### Мова
Розподіл населення за рідною мовою за даними перепису 2001 року:
| Мова       | Відсоток |
| ---------- | -------- |
| українська | 95,66 %  |
| російська  | 3,79 %   |
| молдовська | 0,54 %   |

## Освіта і культура
У Кам'яній Балці є дев'ятирічна школа (14 учителів і 112 учнів), будинок культури із залом на 250 місць, дві бібліотеки з книжковим фондом 21 тис. примірників, фельдшерсько-акушерський пункт, дитячий сад на 55 місць, два магазини, відділення Укрпошти та Ощадбанку України.

## Відомі люди
- Буревич Надія Іванівна (1924—1944) — підпільниця, учасниця організації «Партизанська іскра». Нагороджена орденом Вітчизняної війни 1-го ступеню (посмертно).
- Євгенія Сакевич-Даллас (1925—2014) — громадська діячка, художниця, модель.
- Ярмульський Андрій Григорович (1934—1996) — відомий український поет.
- Завірюха Олександр Ігорович (1992—2014) — український військовий. Учасник російсько-української війни. Загинув під час оборони Донецького Аеропорту. Нагороджений Орденом «За мужність» ІІІ ступеня (посмертно)[4].